# Liam Bertazzo
Liam Bertazzo (* 17. Februar 1992 in Este) ist ein ehemaliger italienischer Radsportler, der schwerpunktmäßig auf der Bahn aktiv war.

## Sportliche Laufbahn
2007 wurde Liam Bertazzo italienischer Vize-Meister der Jugendklasse in der Mannschaftsverfolgung. 2010 belegte er gemeinsam mit dem italienischen Junioren-Vierer aus Filippo Ranzi, Michele Scartezzini und Paolo Simion Platz zwei bei den Bahn-Europameisterschaften, im Jahr darauf wurde er mit seinem Bruder Omar Dritter der italienischen Meisterschaft im Zweier-Mannschaftsfahren. 2012 und 2013 bestritt er zunehmend auch erfolgreich Straßenrennen und wurde 2012 erneut Dritter der Europameisterschaft  in der Mannschaftsverfolgung (mit Ignazio Moser, Scartezzini und Simion), dieses Mal in der Eliteklasse.
2013 errang Bertazzo bei den Bahn-Europameisterschaften mit Elia Viviani den Titel im Zweier-Mannschaftsfahren, im Jahr darauf belegte er bei der EM Rang zwei im Punktefahren. Bei den nationalen Bahnmeisterschaften desselben Jahre wurde er Zweiter im Punktefahren sowie Dritter in der Einerverfolgung.
2016 wurde Liam Bertazzo für die Teilnahme an den Olympischen Spielen in Rio de Janeiro nominiert, wo er mit Simone Consonni, Filippo Ganna und Francesco Lamon Rang sechs in der Mannschaftsverfolgung belegte. Bei den UCI-Bahn-Weltmeisterschaften 2017 sowie bei der WM 2018 gehörte er zu dem italienischen Bahn-Vierer, der die Bronzemedaille gewann. Ebenfalls 2018 wurde er gemeinsam mit Elia Viviani, Lamon und Ganna Europameister in der Mannschaftsverfolgung. 2019 gewann der italienische Vierer mit Bertazzo die Mannschaftsverfolgung beim Lauf des Bahnrad-Weltcups in Hongkong und im selben Jahr Silber bei den Europaspielen. 2020 gehörte er zum italienischen Team, das bei den Straßeneuropameisterschaften in der Mixed-Staffel Rang drei belegte. 
Bei den Bahnradsport-Weltmeisterschaften 2021 wurde Bertazzo mit Filippo Ganna, Francesco Lamon, Simone Consonni und Jonathan Milan Weltmeister in der Mannschaftsverfolgung. 2022 belegte der italienische Vierer mit Bertazzo in seinen Reihen beim Lauf des Nations’ Cup in Cali den ersten Platz. 2023 bestritt er mit dem Veneto Classic sein letztes Rennen.

## Erfolge

### Bahn
2009
- Italienischer Meister – Mannschaftsverfolgung (Junioren) mit Nicolò Rocchi, Paolo Simion und Dario Sonda
- Italienischer Meister – Punktefahren (Junioren)

2010
- Junioren-Europameisterschaft – Mannschaftsverfolgung (mit Filippo Ranzi, Michele Scartezzini und Paolo Simion)
- Italienischer Junioren-Meister – Mannschaftsverfolgung (mit Daniele De Danieli, Giovanni Longo, Michele Scartezzini und Paolo Simion)

2011
- Junioren-Europameisterschaft – Mannschaftsverfolgung (mit Filippo Ranzi, Michele Scartezzini und Paolo Simion)

2012
- Europameisterschaft – Mannschaftsverfolgung mit Ignazio Moser, Michele Scartezzini, Paolo Simion und Elia Viviani

2013
- Europameister – Madison mit Elia Viviani

2014
- Europameisterschaft – Punktefahren

2015
- Weltmeisterschaft – Madison mit Elia Viviani

2017
- Weltmeisterschaft – Mannschaftsverfolgung (mit Simone Consonni, Filippo Ganna und Francesco Lamon)
- Weltcup in Pruszków – Mannschaftsverfolgung (mit Francesco Lamon, Simone Consonni und Filippo Ganna)
- Europameisterschaft – Mannschaftsverfolgung (mit Filippo Ganna, Francesco Lamon, Simone Consonni und Michele Scartezzini)

2018
- Weltmeisterschaft – Mannschaftsverfolgung (mit Simone Consonni, Filippo Ganna und Francesco Lamon)
- Europameister – Mannschaftsverfolgung (mit Elia Viviani, Francesco Lamon und Filippo Ganna)

2019
- Bahnrad-Weltcup in Hongkong – Mannschaftsverfolgung (mit Francesco Lamon, Filippo Ganna und Davide Plebani)
- Europaspiele – Mannschaftsverfolgung (mit Carloalberto Giordani, Francesco Lamon, Stefano Moro und Davide Plebani)

2021
- Weltmeister – Mannschaftsverfolgung (mit Filippo Ganna, Francesco Lamon, Simone Consonni und Jonathan Milan)

2022
- Nations’ Cup in Cali – Mannschaftsverfolgung (mit Michele Scartezzini, Jonathan Milan, Francesco Lamon und Davide Plebani)

### Straße
2014
- eine Etappe Serbien-Rundfahrt

2017
- Gesamtwertung, eine Etappe und Punktewertung Tour of China I

2020
- Europameisterschaft – Mixed-Staffel

## Grand-Tour-Platzierungen
| Grand Tour            | 2016 | 2017 | 2018 | 2019 | 2020 | 2021 | 2022 | 2023 |
| --------------------- | ---- | ---- | ---- | ---- | ---- | ---- | ---- | ---- |
| Giro d’ItaliaGiro     | DNF  | –    | 143  | –    | –    | –    | –    | –    |
| Tour de FranceTour    | –    | –    | –    | –    | –    | –    | –    | –    |
| Vuelta a EspañaVuelta | –    | –    | –    | –    | –    | –    | –    | –    |